# Хартман IV фон Дилинген
Хартман IV фон Дилинген (на немски: Hartmann IV von Dillingen; на латински: Hartmannus comes de Dilingen; * ок. 1180; † 11 декември 1258) е последният граф на Дилинген.
Той е син на Адалберт III фон Дилинген († 1214) и съпругата му Хейлика II фон Вителсбах († сл. 1180), дъщеря на херцог Ото I от Бавария.
Хартман IV е споменат с титлата маркграф на Дилинген (marchio de Dilingen) в документ от 1214 г. на император Фридрих Барбароса. Хартман е в свитата на Фридрих II, когато той се намира през късната есен 1235 г. в Аугсбург. Хартман IV придружава роднината си Конрад IV в наказателния му поход против Фридрих II Бабенберг.
Хартман IV се ползва с права, разширява селището около замъка в Дилинген. Той окрепява селището, има съд, издава мита и прави пазари. Освен това той сече монети в Улм, където има същите права.
През 1241 г. той основава манастир на францисканките в Дилинген и манастир на доминиканките. Още преди 1239 г. той основава манастира на доминиканките „Мария Мединген“ в Мьодинген. За основаването на цистерцински манастир Хартман IV продава на благородника Хайнрих фон Раперсвил едно имение във Ветинген. Капелата „Мария“ във Ветинген става гробно место на един от синовете му и на други от рода му. Той прави големи дарения и на манастирите Кайсхайм, Нересхайм и на други манастири. През 1237 г. заедно със син му Хартман V основават болница в Дилинген, на която през май 1257 г. даряват част от собственостите си.
След свалянето на императора през 1245 г. от папа Инокентий IV той заедно с граф Улрих I фон Вюртемберг отива 1246 г. на страната на гегенкраля Хайнрих Распе IV. Това води до военни конфликти с Конрад IV, който през 1246, 1247 и 1249 г. нахлува в графство Дилинген и изгаря Нересхайм.
Той има най-малко осем деца, но със смъртта му измира рода на графовете на Дилинген.

## Фамилия
Хартман IV фон Дилинген се жени за Вилибирг фон Труендинген († 1246), дъщеря на граф Фридрих IV фон Труендинген († 1253) и Агнес фон Ортенбург († 1246/1256). Те имат децата:
- Фридрих († сл. 1227, погребан във Ветинген)
- Лудвиг († 3 юни 1251, погребан 4 август 1251)
- Адалберт IV († 31 март 1257), последният граф на Дилинген, бездетен
- Хартман V († 4 юли 1286), епископ на Аугсбург (1248 – 1286)
- Удилхилд († сл. 12 май 1289 като монахиня в Щетен), омъжена пр. 13 януари 1258 г. за граф Фридрих V фон Цолерн († 1289)
- Вилибирг/Вилебург (* ок. 1226; † 1268), наследничка 1258 г., омъжена за граф Улрих II фон Хелфеншайн-Зигмаринген († сл. 1294)
- Агнес († сл. 1258), омъжена пр. 13 януари 1258 г. за Дегенхард фон Гунделфинген-Хеленщайн († сл. 1293)
- дъщеря, омъжена за пфалцграф Хуго IV фон Тюбинген († ок. 1267)